# Teorema chino del resto
El teorema chino del resto es un resultado sobre congruencias en teoría de números y sus generalizaciones en álgebra abstracta. Fue publicado por primera vez en el siglo III por el matemático chino Sun Zi.

## Enunciado del teorema
Supongamos que n1, n2, …, nk
son enteros positivos coprimos dos a dos. Entonces, para enteros dados
a1,a2, …, ak, existe un
entero x que resuelve el sistema de congruencias simultáneas
{\displaystyle {\begin{aligned}x&\equiv a_{1}{\pmod {n_{1}}}\\x&\equiv a_{2}{\pmod {n_{2}}}\\&\vdots \\x&\equiv a_{k}{\pmod {n_{k}}}\end{aligned}}}
Más aún, todas las soluciones x de este sistema son congruentes módulo el
producto {\displaystyle N=n_{1}n_{2}...n_{k}}.
De manera más general, las congruencias simultáneas pueden ser resueltas si los ni's son coprimos a pares. Una solución x existe si y solo
si:
{\displaystyle a_{i}\equiv a_{j}{\pmod {\operatorname {mcd} (n_{i},n_{j})}}\qquad {\text{para todo }}i\ {\text{y }}j.\,\!}
Todas las soluciones x son entonces congruentes módulo el mínimo común múltiplo
de los ni.
Un enunciado moderno en lenguaje algebraico es que para cada entero positivo con factorización en números primos
{\displaystyle n=p_{1}^{r_{1}}\cdots p_{k}^{r_{k}},}
se tiene un isomorfismo entre un anillo y la suma directa de sus potencias primas
{\displaystyle \mathbb {Z} /n\mathbb {Z} \cong \mathbb {Z} /p_{1}^{r_{1}}\mathbb {Z} \oplus \cdots \oplus \mathbb {Z} /p_{k}^{r_{k}}\mathbb {Z} .}

## Demostración del teorema

### Existencia de la solución
Sea N=n1n2...nk y sea {\displaystyle N_{i}={\frac {N}{n_{i}}}} para i=1,...,k. Como todos los módulos ni son coprimos entre sí, Ni y ni son a su vez coprimos entre sí, luego por la Identidad de Bezout se asegura la existencia de dos enteros ri y si tales que {\displaystyle r_{i}n_{i}+s_{i}N_{i}=1}. En tales condiciones, tomando las clases de equivalencia en ambos lados de la identidad, se tiene que para cada i, y para cada j ≠ i:
{\displaystyle {\begin{aligned}s_{i}N_{i}\equiv 1{\pmod {n_{i}}}\\s_{i}N_{i}\equiv 0{\pmod {n_{j}}}\\\end{aligned}}}
Por tanto, definiendo 
{\displaystyle x:=\sum _{i=1}^{k}a_{i}s_{i}N_{i}=a_{1}s_{1}N_{1}+a_{2}s_{2}N_{2}+\ldots +a_{k}s_{k}N_{k},}
es claro que x es la solución buscada, debido a que al tomar clases de equivalencia en cada ni, todos los sumandos se anulan a excepción del propio aisiNi, y por tanto, {\displaystyle x\equiv a_{i}{\pmod {n_{i}}}} para todo i =1,...,k. De esta manera, queda demostrado que x es solución del sistema.

### Unicidad de la solución
En el caso de que todos los ni sean coprimos, esa solución es la única existente módulo N. Para demostrarlo, supongamos que existiesen dos números enteros x e y que son soluciones distintas, entonces para i =1,2,...,k:
{\displaystyle {\begin{aligned}x\equiv a_{i}{\pmod {n_{i}}}\\y\equiv a_{i}{\pmod {n_{i}}}\\\end{aligned}}}
Esto implica que {\displaystyle x-y\equiv 0{\pmod {n_{i}}}}, y por ser todos los ni coprimos, se sigue que el producto de los módulos N=n1n2...nk también divide a x - y, es decir, {\displaystyle x\equiv y{\pmod {N}}}.
Por tanto, toda solución del sistema es congruente con x en módulo N, tal y como se había establecido previamente en la formulación del teorema.

## Generalización para anillos
El teorema chino de los restos se puede generalizar sobre cualquier Anillo {\displaystyle R}, mediante el concepto de ideales coprimos o comaximales.
Dos ideales I y J son coprimos si existen elementos {\displaystyle i\in I} y {\displaystyle j\in J} tales que {\displaystyle i+j=1}.
Esta relación sustituye a la identidad de bezout en las pruebas relacionadas con esta generalización, que son bastante parecidas a las relativas a números enteros. La generalización puede enunciarse de la siguiente manera:
Sean I1, ..., Ik ideales bilateral de un anillo  {\displaystyle R} y sea I la  intersección de los ideales . Si los ideales son coprimos dos a dos, se da el siguiente isomosrfismo: 
{\displaystyle {\begin{aligned}R/I&\to (R/I_{1})\times \cdots \times (R/I_{k})\\x{\bmod {I}}&\mapsto (x{\bmod {I}}_{1},\,\ldots ,\,x{\bmod {I}}_{k}),\end{aligned}}}
entre el  anillo cociente

 {\displaystyle R/I} y el producto directo (o  producto cartesiano)  de los anillos {\displaystyle R/I_{i},}
donde "{\displaystyle x{\bmod {I}}}" denota la imagen del elemento {\displaystyle x} en el cociente del anillo definido por el ideal {\displaystyle I.}
Más aún, si {\displaystyle R} es conmutativo, entonces la intersección de ideales coprimos dos a dos es igual a su producto; esto es: 
{\displaystyle I=I_{1}\cap I_{2}\cap \cdots \cap I_{k}=I_{1}I_{2}\cdots I_{k},}
Si {\displaystyle I_{i}} y  {\displaystyle I_{j}} son coprimos para todo i ≠ j.

### Corolario: Teorema Chino de los Restos
Sea {\displaystyle R} un anilo conmutativo con unidad no trivial, e {\displaystyle I_{1},I_{2},...,I_{n}} ideales coprimos. Entonces, para todo {\displaystyle a_{1},...,a_{n}\in R} el sistema de congruencias
{\displaystyle {\begin{aligned}x&\equiv a_{1}{\pmod {I_{1}}}\\x&\equiv a_{2}{\pmod {I_{2}}}\\&\vdots \\x&\equiv a_{k}{\pmod {I_{k}}}\end{aligned}}}
admite una solución en {\displaystyle R}. Además si {\displaystyle a} y {\displaystyle b}
son soluciones, entonces {\displaystyle a-b\in I_{1}...I_{n}} (es decir, son congruentes), y recíprocamente si {\displaystyle a} es solución e {\displaystyle i\in I_{1}...I_{n}} entonces {\displaystyle a+i} es solución.

## Historia
La forma original del teorema, contenida en un libro del siglo III por
el matemático chino Sun Tzu
y posteriormente publicado en 1247 por Qin Jiushao, es un enunciado sobre
congruencias simultáneas (ver aritmética modular).
Versiones del teorema chino del resto fueron también conocidas por Brahmagupta,
y aparecen en el Liber Abaci de Fibonacci (1202).

## Aplicaciones en criptografía
El teorema del resto chino tiene importantes aplicaciones en criptografía, en especial para reducir operaciones con números enormes mediante el paso a congruencias.
En el algoritmo RSA, por ejemplo, los cálculos se hacen módulo {\displaystyle n}, donde
{\displaystyle n} es un producto de dos primos {\displaystyle p} y {\displaystyle q}.
Tamaños habituales para {\displaystyle n} son 1024, 2048 o 4096 bits, haciendo
que los cálculos requieran una gran cantidad de tiempo. Usando el teorema chino del resto los cálculos pueden ser transportados del anillo {\displaystyle \mathbf {Z} _{n}} al anillo
{\displaystyle \mathbf {Z} _{p}\times \mathbf {Z} _{q}}. La suma de las longitudes de bit de
{\displaystyle p} y {\displaystyle q} es la longitud de bit de {\displaystyle n},
haciendo {\displaystyle p} y {\displaystyle q} considerablemente menor que {\displaystyle n}.
Esto acelera mucho los cálculos. Nótese que las implementaciones del algoritmo RSA
usando el teorema chino del resto son más susceptibles a ataques de "fault injection".